# Bosroos
De bosroos (Rosa arvensis) is een struik die behoort tot de rozenfamilie (Rosaceae). De bosroos komt van nature voor in Europa. In Nederland is de roos zeldzaam en komt in het wild alleen voor in Zuid-Limburg. De bosroos staat op de Nederlandse Rode lijst van planten als zeldzaam en stabiel of toegenomen. Het aantal chromosomen is 2n = 14. Uit de bosroos zijn door veredeling onder meer de ramblerrozen verkregen.
De struik wordt 0,5-2,5 m hoog en heeft liggende of windend-opstijgende, slappe, meestal felgroene takken met gekromde, soms naaldvormige doorns en zijn niet bezet met klieren. De grondrakende takken kunnen gemakkelijk gaan wortelen. De jonge takken, die in het zonlicht staan, zijn vaak rood aangelopen. De onevengeveerde samengestelde bladeren zijn blauwgroen en hebben meestal zeven deelblaadjes. De 1,4–3,5 cm lange en 0,7–1,6 cm brede, onbehaarde deelblaadjes zijn langwerpig-eirond en hebben een gezaagde en vaak een gewimperde rand. Aan de voet van de bladsteel zitten smalle, gaafrandige steunblaadjes. De bladspil is iets behaard en met klieren bezet.
De bosroos bloeit in juni en juli met geurende, witte, 3-6 cm grote bloemen. De bloeiwijze is een tuil die uit één tot drie bloemen bestaat. De 2–4 cm lange bloemsteel is meestal beklierd. De onbeklierde kelkbladen zijn sterk teruggeslagen en vallen na de bloei af. De onbehaarde stijlen zijn vergroeid tot een zuiltje en evenlang als de meeldraden.
Van augustus tot oktober zitten aan de struik de rozenbottels. De rozenbottel is een donkerrode, bol- tot eivormige, 1-1,5 cm lange en 0,8–1,2 cm brede, onbeklierde bloembodem met daarin nootjes. De meestal beklierde rozenbottelsteel is 2 -5 keer zo lang als de vrucht. Het stijlkanaal is minder dan 1 mm groot. De nootjes worden door vogels en kleine zoogdieren verspreid.
De struik komt voor langs bosranden en heggen op vochtige, voedselrijke en meestal kalkhoudende grond.

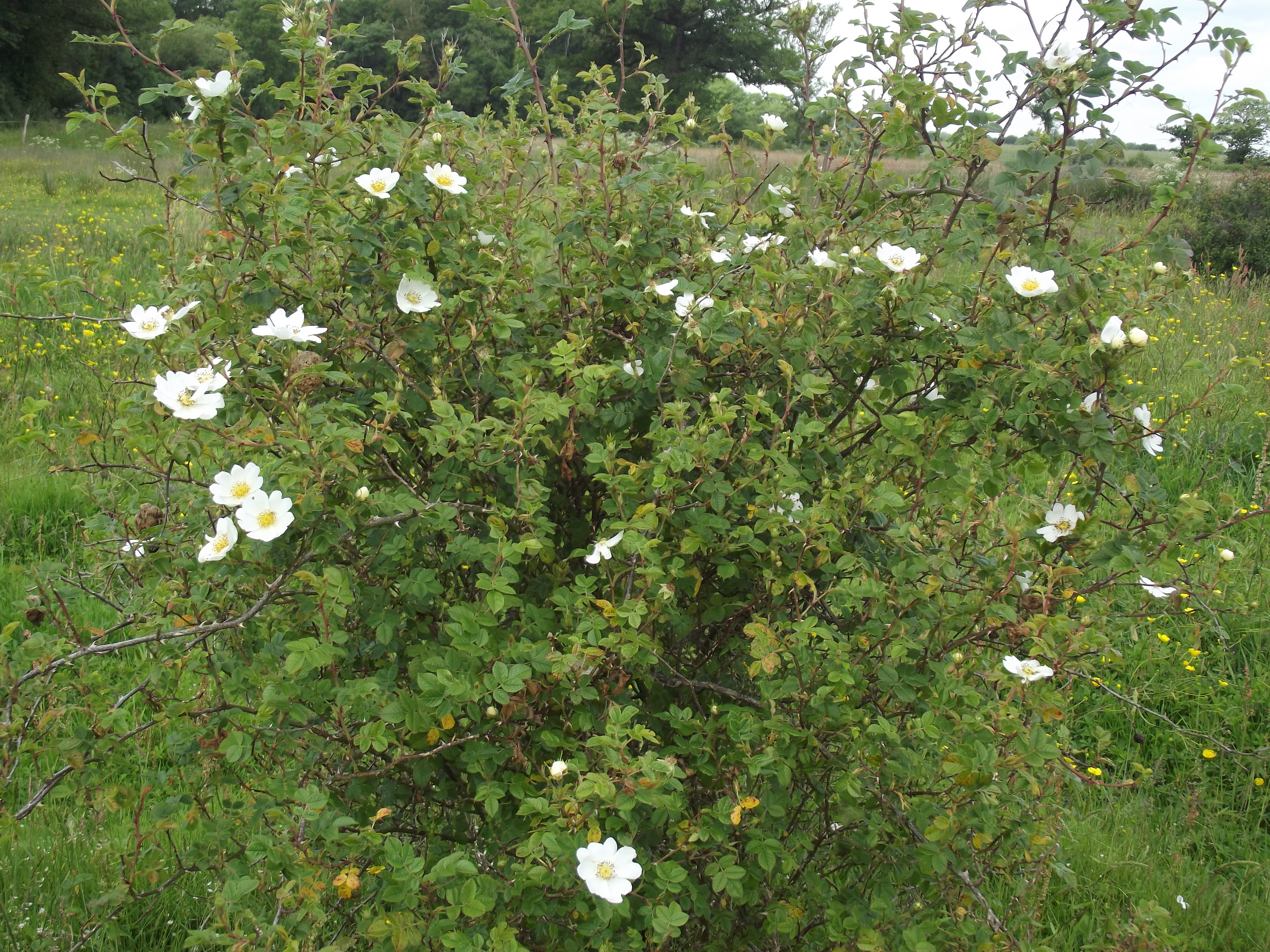
Struik
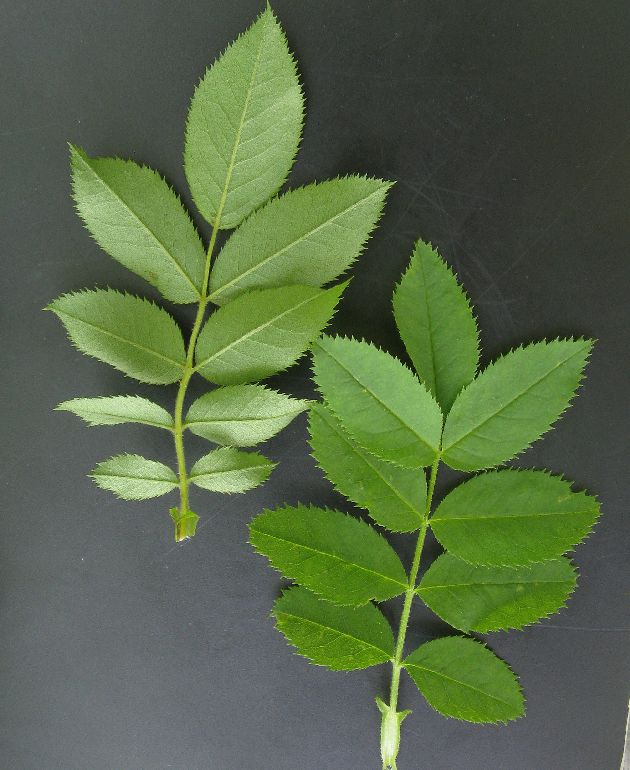
Blad
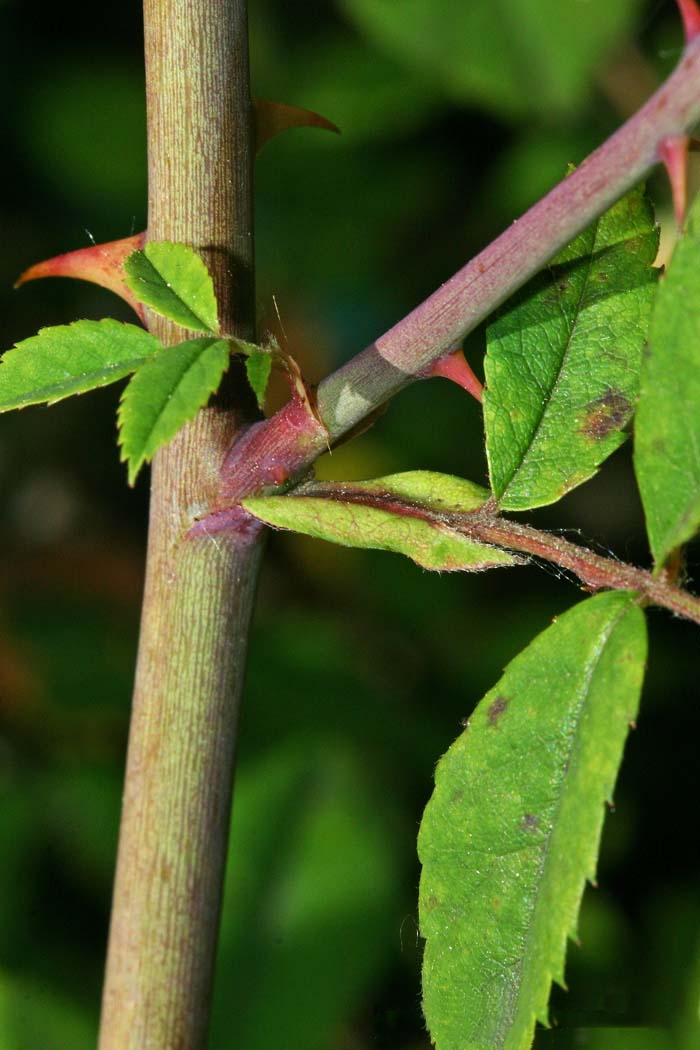
Steunblaadjes
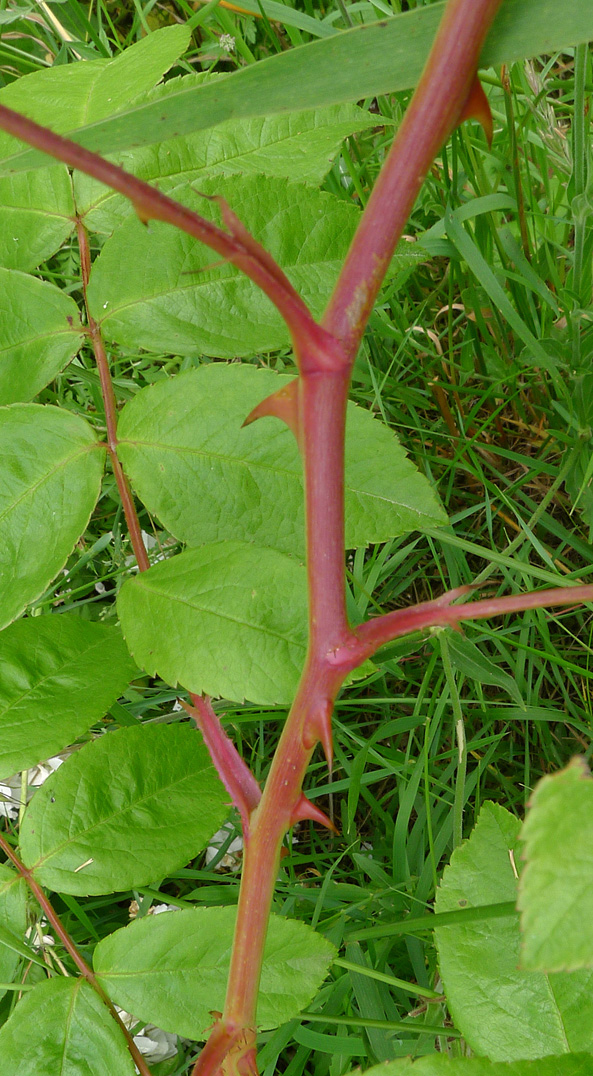
Jonge tak
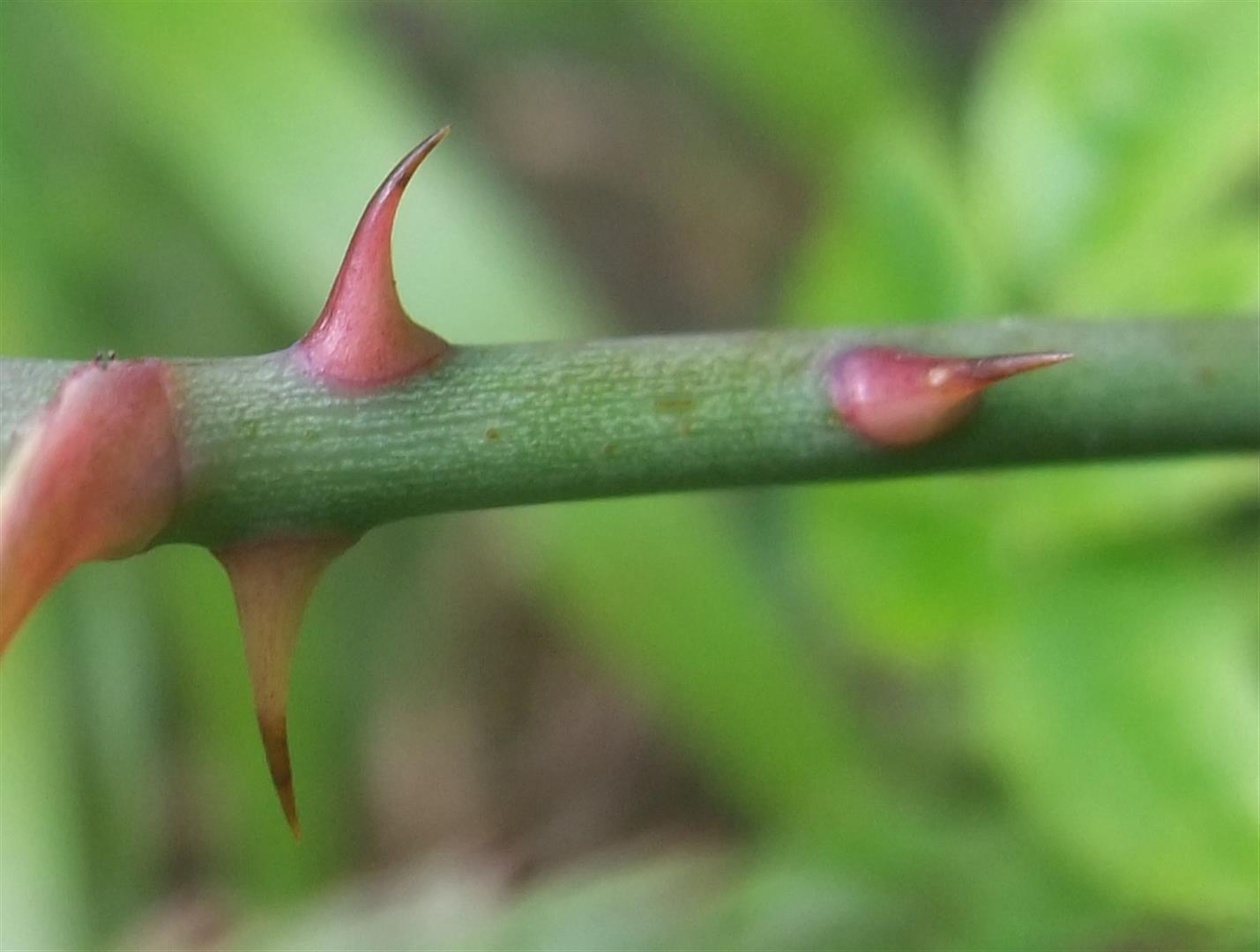
Stekel
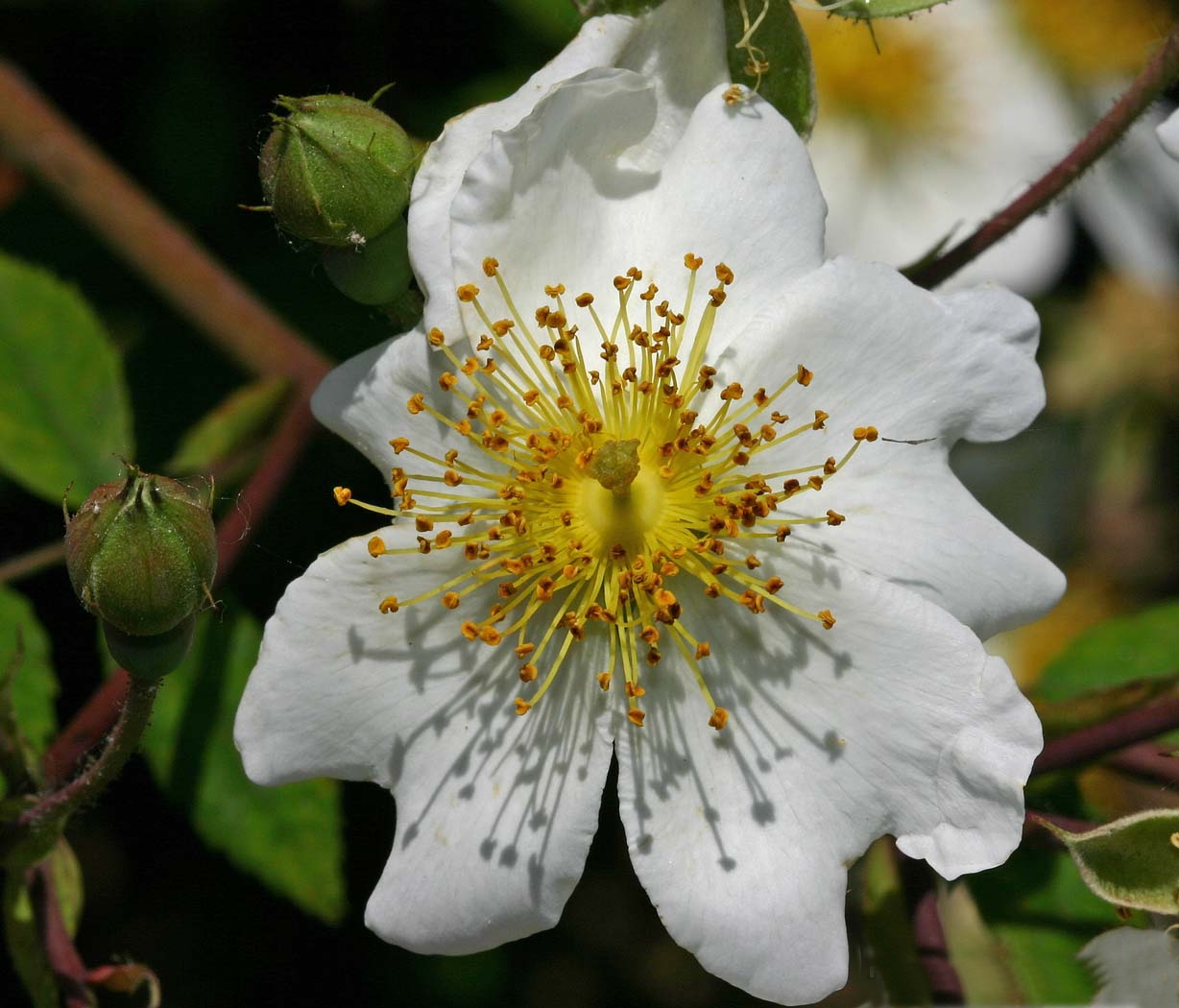
Bloem
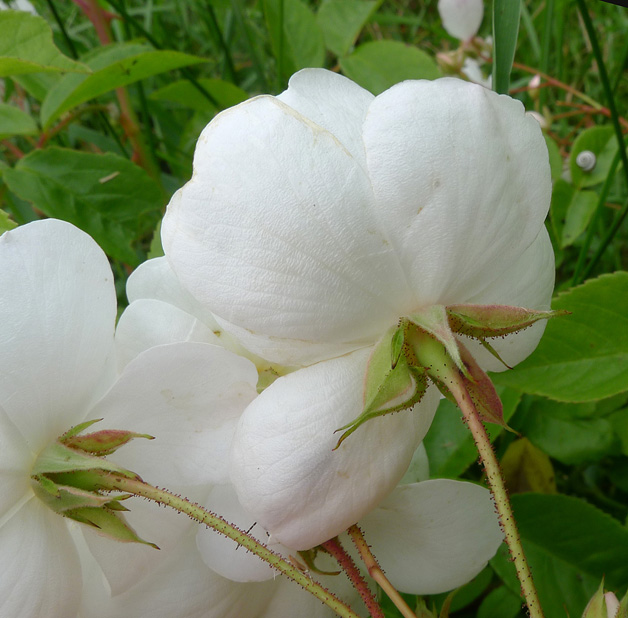
Kelk
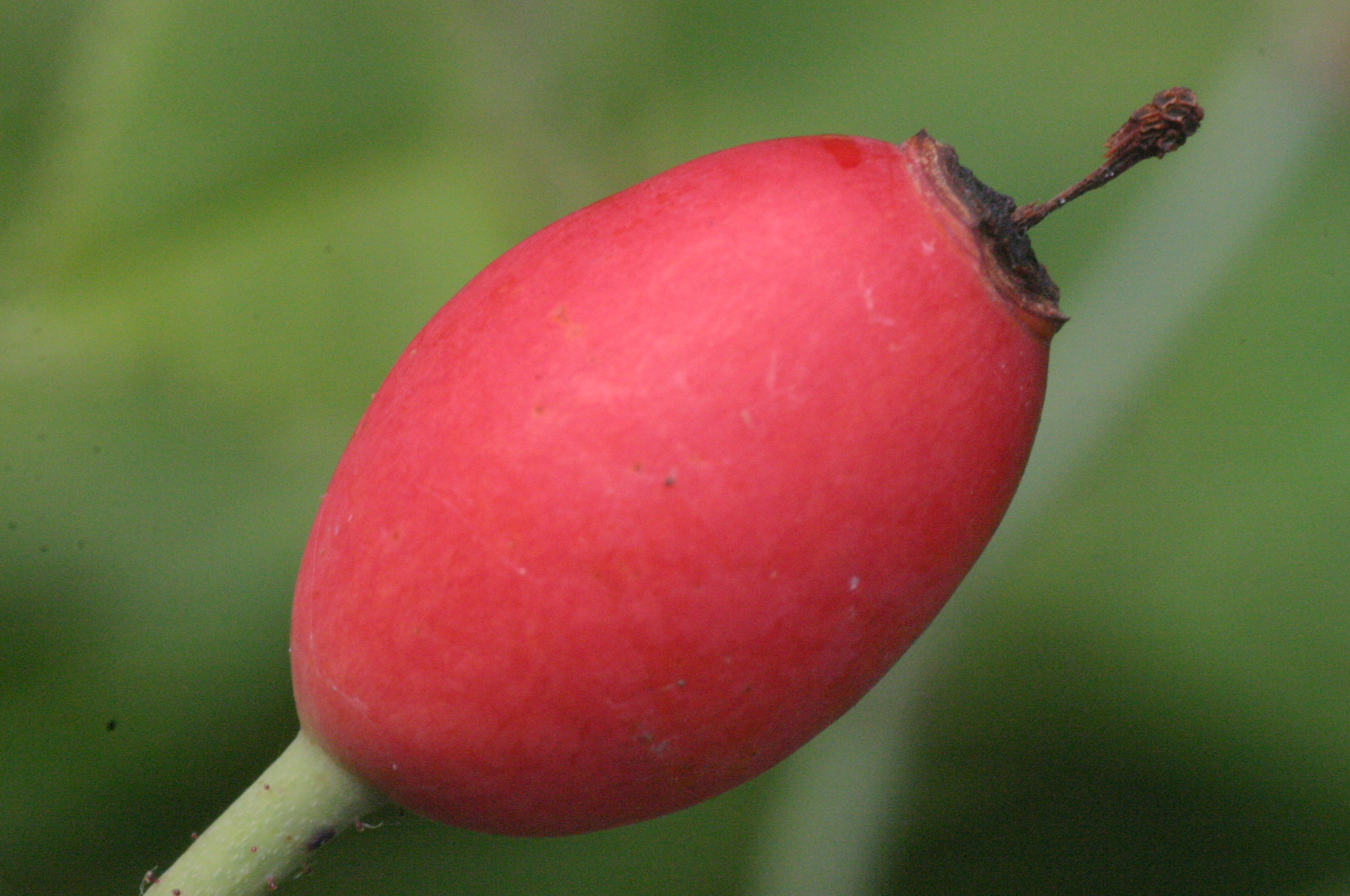
Rozenbottel

## Bloemdiagram

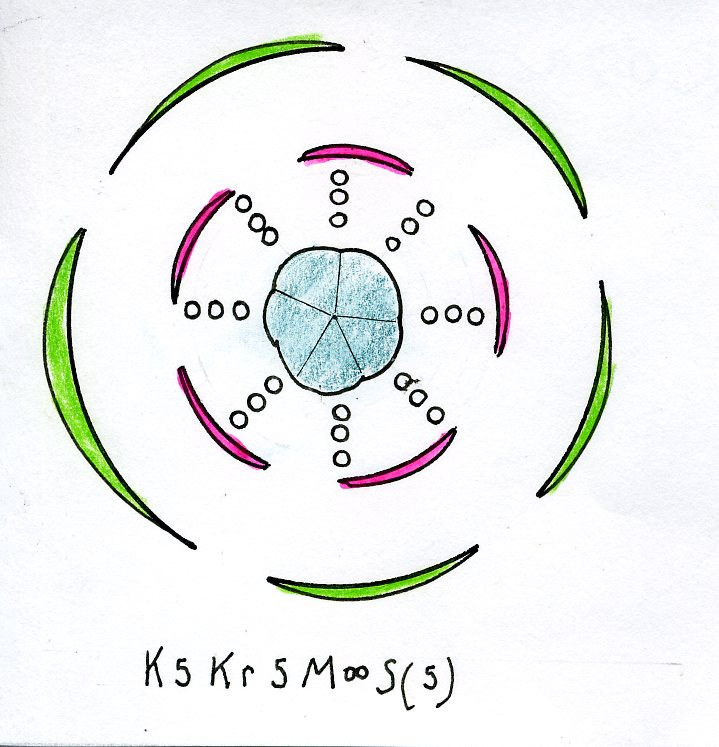

## Plantengemeenschap
De bosroos is een kensoort voor de associatie van hazelaar en purperorchis (Orchio-Cornetum).

## Namen in andere talen
- Duits: Feldrose
- Engels: Field Rose
- Frans: Rosier des champs